# ビシナル

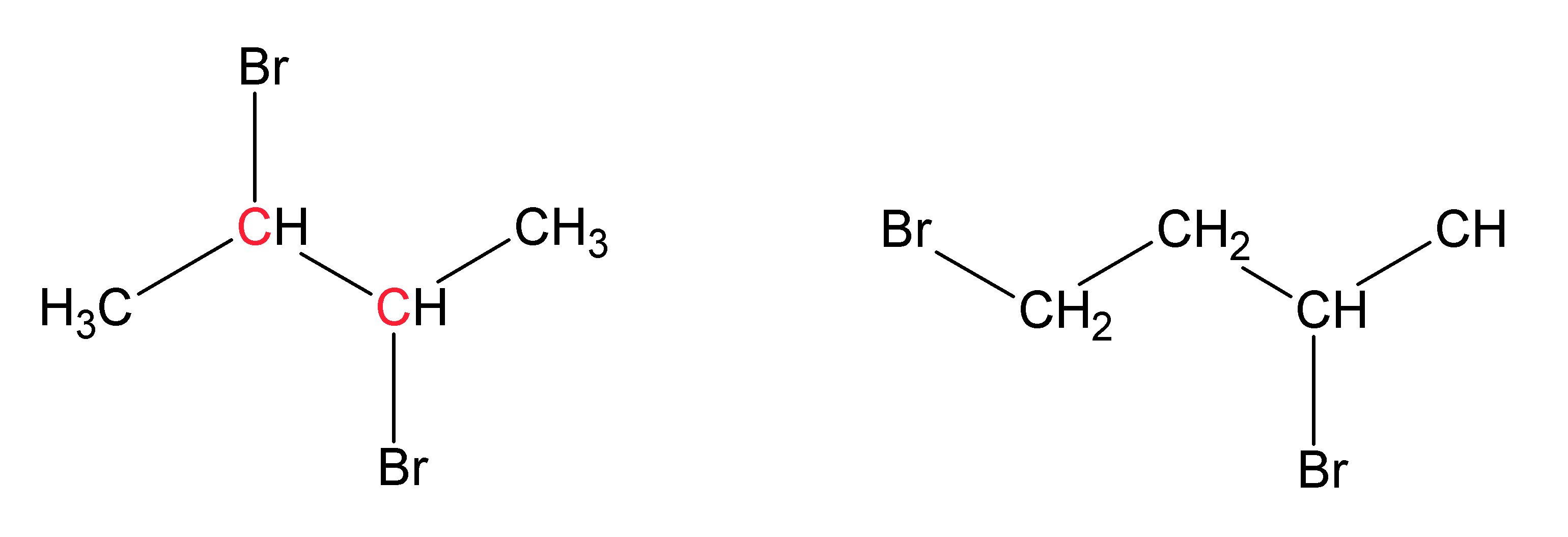
2,3-ジブロモエタン（左）と1,3-ジブロモブタン（右）。ビシナル官能基を含む炭素原子が赤で示されている。

化学におけるビシナル（vicinal、ラテン語: vicinus = 隣りの）は、2つの隣接した炭素原子に結合した2つの置換基を意味する。例えば、2,3-ジブロモブタン分子は2つのビシナル臭素原子を持っているが、1,3-ジブロモブタンは持っていない。
同様にgem-ジブロミドでは、接頭辞gem（ジェミナル geminalの略称）は、両方の臭素原子が同じ原子に結合していることを意味している。例えば、1,1-ジブロモブタンはジェミナルである。
その他のシン syn、アンチ anti、エキソ exo、エンド endoといった概念と同様に、ビシナルという記述によって分子の異なる部分がそれぞれ構造的あるいは空間的にどのように関連しているかを容易に説明できる。形容詞「ビシナル」は時には2つの「同一」置換基を有する分子に制限されることがある。またこの定義は芳香環上の置換基にも拡張することができる。